# Valeria Barsova
Valeria Vladimirovna Barsova (ryska: Валерия Владимировна Барсова, egentligen Kaleria Vladimirovna), född 1892, död 1967, var en rysk operasångare (sopran). 
En krater på Venus har fått sitt namn efter henne. 